# WTA Tour 2014
Il WTA Tour 2014 è un insieme di tornei femminili di tennis organizzati dalla Women's Tennis Association (WTA).
Include i tornei del Grande Slam (organizzati in collaborazione con la International Tennis Federation),
i Tornei WTA Premier, i Tornei WTA International, la Fed Cup (organizzata dall'ITF), il Commonwealth Bank Tournament of Champions e il WTA Tour Championships.

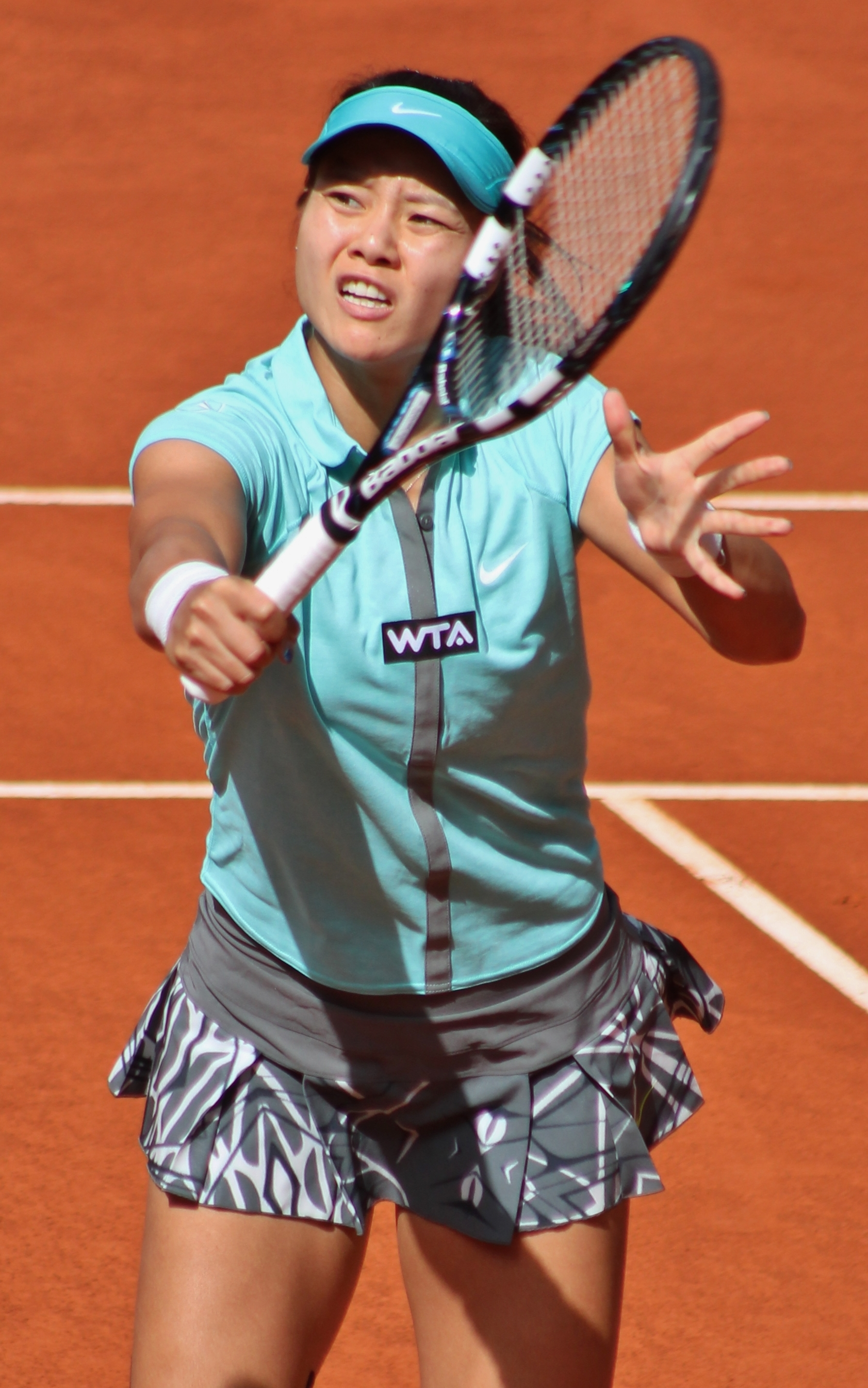
Li Na è la vincitrice dell'Australian Open

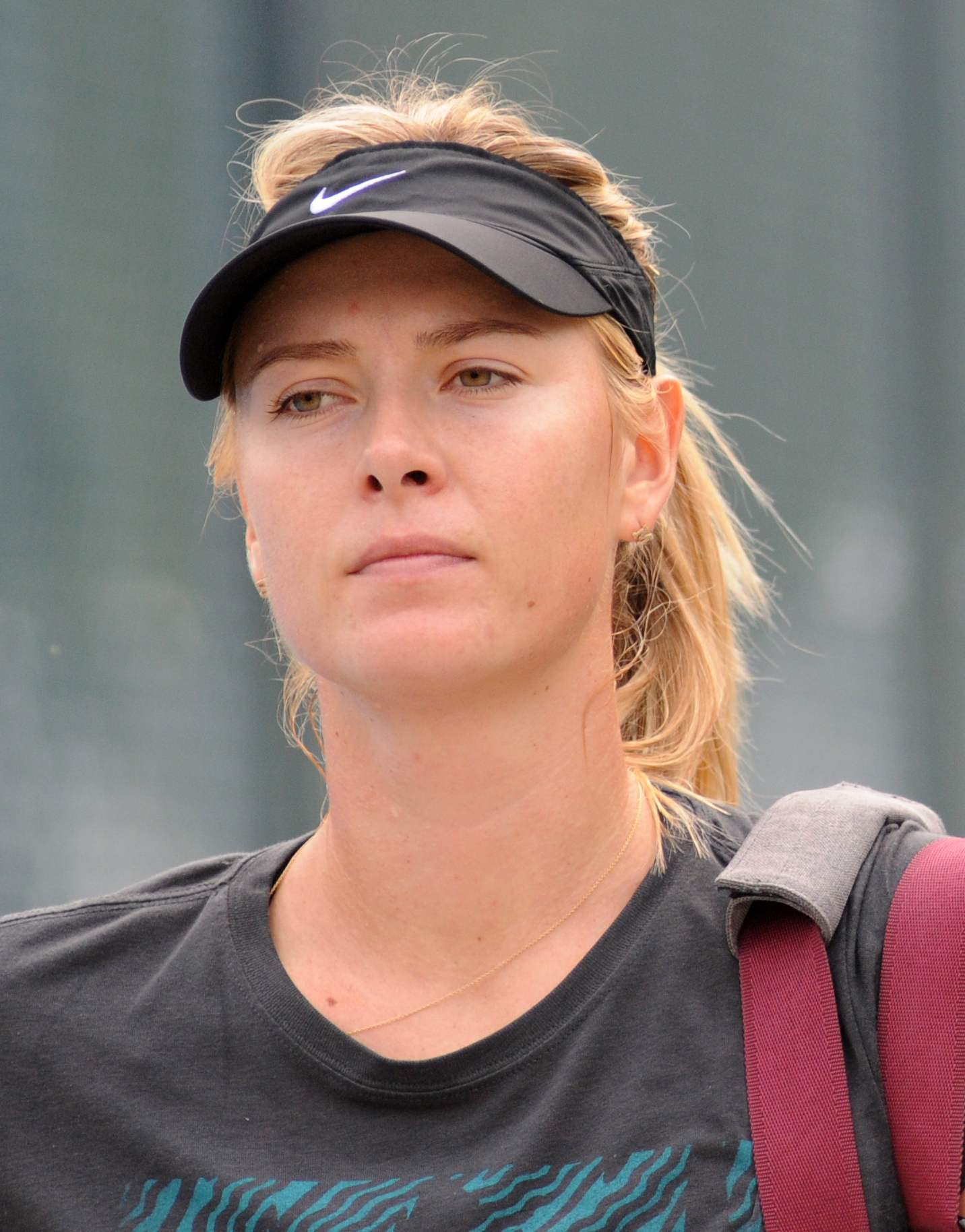
Marija Šarapova è la vincitrice dell'Open di Francia

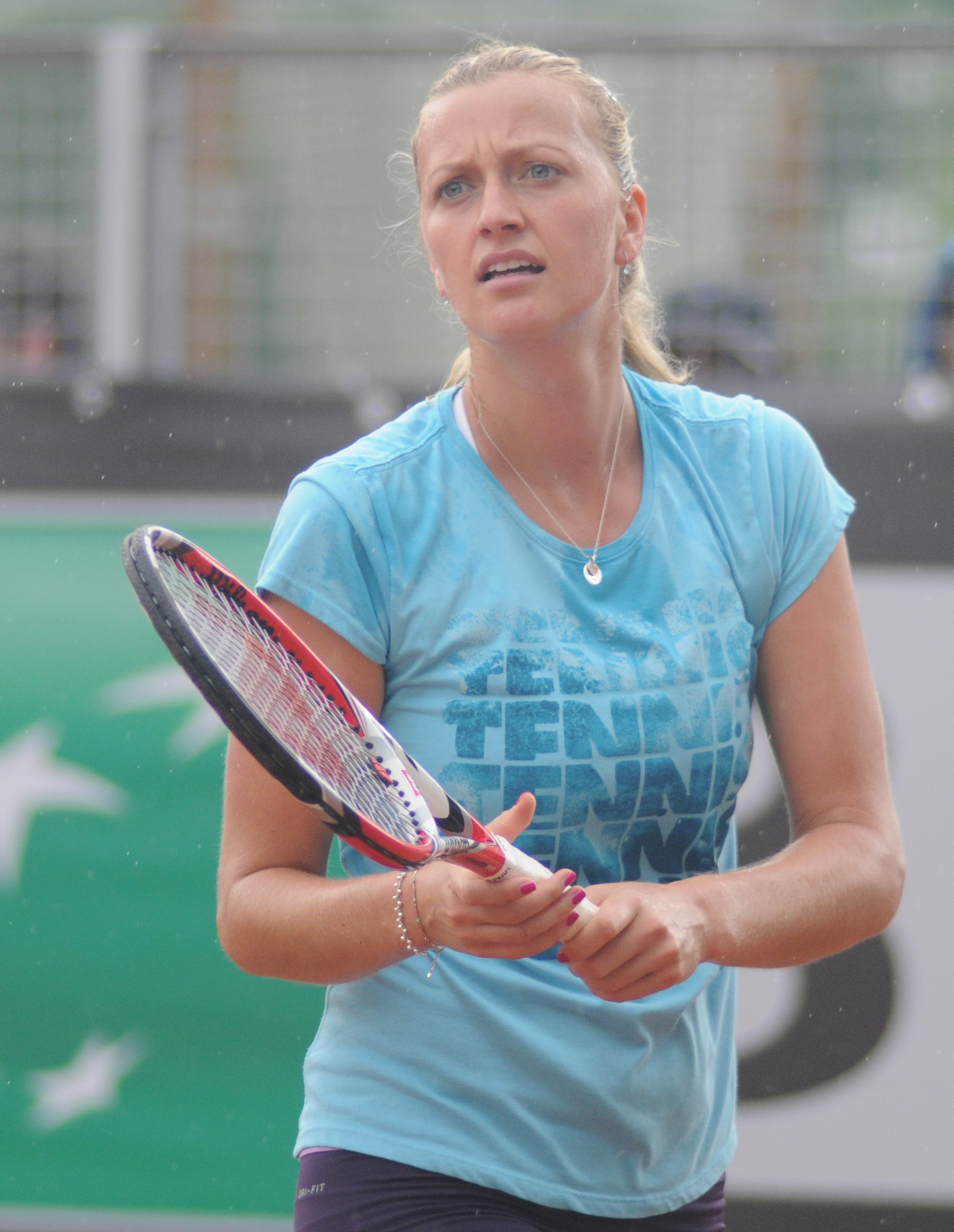
Petra Kvitová è la vincitrice del Torneo di Wimbledon

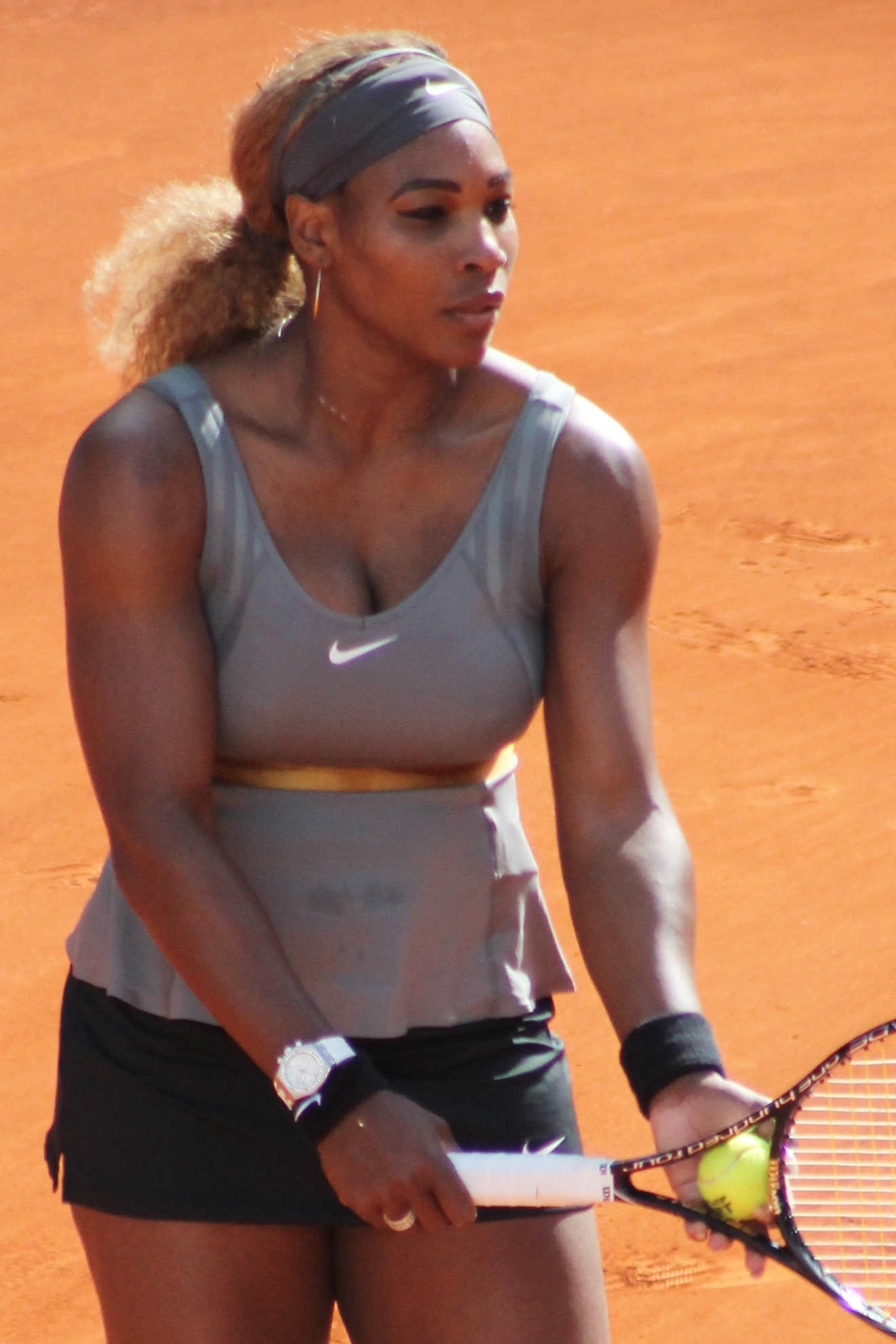
Serena Williams è la vincitrice dell'US Open

## Calendario
Questo è il calendario completo degli eventi del 2014, con i risultati in progressione dai quarti di finale.
Legenda
| Grande Slam             |
| WTA Championship        |
| Tournament of Champions |
| WTA Premier Mandatory   |
| WTA Premier 5           |
| WTA Premier             |
| WTA International       |
| Torneo a squadre        |

### Gennaio
| Settimana             | Torneo | Campionesse                                           | Finaliste                             | Semifinaliste                                  | Eliminate ai quarti                                                                |
| --------------------- | --- | ----------------------------------------------------- | ------------------------------------- | ---------------------------------------------- | ---------------------------------------------------------------------------------- |
| 30 dicembre           | Hopman Cup 2014 Perth, Australia Hopman Cup 1 000 000 $ - Cemento indoor - 8 teams (RR)                                            | Francia 2-1                                           | Polonia                               | Round Robin (Gruppo A) Canada Italia Australia | Round Robin (Gruppo B) Rep. Ceca Stati Uniti Spagna                                |
| 30 dicembre           | Brisbane International 2014 Brisbane, Australia WTA Premier 1 000 000 $ - Cemento - 30S/32Q/16D Singolare - Doppio                 | Serena Williams 6-4, 7-5                              | Viktoryja Azaranka                    | Marija Šarapova Jelena Janković                | Dominika Cibulková Kaia Kanepi Angelique Kerber Stefanie Vögele                    |
| 30 dicembre           | Brisbane International 2014 Brisbane, Australia WTA Premier 1 000 000 $ - Cemento - 30S/32Q/16D Singolare - Doppio                 | Alla Kudrjavceva Anastasija Rodionova 6-3, 6-1        | Kristina Mladenovic Galina Voskoboeva | Marija Šarapova Jelena Janković                | Dominika Cibulková Kaia Kanepi Angelique Kerber Stefanie Vögele                    |
| 30 dicembre           | Shenzhen Open 2014 Shenzhen, Cina WTA International 500 000 $ - Cemento - 32S/16Q/16D Singolare - Doppio                           | Li Na 6-4, 7-5                                        | Peng Shuai                            | Annika Beck Vania King                         | Monica Niculescu Patricia Mayr-Achleitner Jana Čepelová Barbora Záhlavová-Strýcová |
| 30 dicembre           | Shenzhen Open 2014 Shenzhen, Cina WTA International 500 000 $ - Cemento - 32S/16Q/16D Singolare - Doppio                           | Monica Niculescu Klára Zakopalová 6-3, 6-4            | Ljudmyla Kičenok Nadežda Kičenok      | Annika Beck Vania King                         | Monica Niculescu Patricia Mayr-Achleitner Jana Čepelová Barbora Záhlavová-Strýcová |
| 30 dicembre           | ASB Classic 2014 Auckland, Nuova Zelanda WTA International 250 000 $ - Cemento - 32S/32Q/16D Singolare - Doppio                    | Ana Ivanović 6-2, 5-7, 6-4                            | Venus Williams                        | Jamie Hampton Kirsten Flipkens                 | Lauren Davis Garbiñe Muguruza Sachie Ishizu Kurumi Nara                            |
| 30 dicembre           | ASB Classic 2014 Auckland, Nuova Zelanda WTA International 250 000 $ - Cemento - 32S/32Q/16D Singolare - Doppio                    | Sharon Fichman Maria Sanchez 2-6, 6-0, [10-4]         | Lucie Hradecká Michaëlla Krajicek     | Jamie Hampton Kirsten Flipkens                 | Lauren Davis Garbiñe Muguruza Sachie Ishizu Kurumi Nara                            |
| 6 gennaio             | Apia International Sydney 2014 Sydney, Australia WTA Premier 710 000 $ - Cemento - 30S/48Q/16D Singolare - Doppio                  | Cvetana Pironkova 6-4, 6-4                            | Angelique Kerber                      | Madison Keys Petra Kvitová                     | Bethanie Mattek-Sands Carla Suárez Navarro Sara Errani Lucie Šafářová              |
| 6 gennaio             | Apia International Sydney 2014 Sydney, Australia WTA Premier 710 000 $ - Cemento - 30S/48Q/16D Singolare - Doppio                  | Tímea Babos Lucie Šafářová 7-5, 3-6, [10-7]           | Sara Errani Roberta Vinci             | Madison Keys Petra Kvitová                     | Bethanie Mattek-Sands Carla Suárez Navarro Sara Errani Lucie Šafářová              |
| 6 gennaio             | Hobart International 2014 Hobart, Australia WTA International 250 000 $ - Cemento - 32S/32Q/16D Singolare - Doppio                 | Garbiñe Muguruza Blanco 6-4, 6-0                      | Klára Zakopalová                      | Samantha Stosur Estrella Cabeza Candela        | Bojana Jovanovski Alison Riske Monica Niculescu Kirsten Flipkens                   |
| 6 gennaio             | Hobart International 2014 Hobart, Australia WTA International 250 000 $ - Cemento - 32S/32Q/16D Singolare - Doppio                 | Monica Niculescu Klára Zakopalová 6-2, 6(5)–7, [10-8] | Lisa Raymond Zhang Shuai              | Samantha Stosur Estrella Cabeza Candela        | Bojana Jovanovski Alison Riske Monica Niculescu Kirsten Flipkens                   |
| 13 gennaio 20 gennaio | Australian Open 2014 Melbourne, Australia Grande Slam 12 122 762 A$ - Cemento - 128S/96Q/64D/32X Singolare - Doppio - Doppio misto | Li Na 7–6(3), 6-0                                     | Dominika Cibulková                    | Eugenie Bouchard Agnieszka Radwańska           | Ana Ivanović Flavia Pennetta Simona Halep Viktoryja Azaranka                       |
| 13 gennaio 20 gennaio | Australian Open 2014 Melbourne, Australia Grande Slam 12 122 762 A$ - Cemento - 128S/96Q/64D/32X Singolare - Doppio - Doppio misto | Sara Errani Roberta Vinci 6-4, 3-6, 7-5.              | Ekaterina Makarova Elena Vesnina      | Eugenie Bouchard Agnieszka Radwańska           | Ana Ivanović Flavia Pennetta Simona Halep Viktoryja Azaranka                       |
| 13 gennaio 20 gennaio | Australian Open 2014 Melbourne, Australia Grande Slam 12 122 762 A$ - Cemento - 128S/96Q/64D/32X Singolare - Doppio - Doppio misto | Kristina Mladenovic Daniel Nestor 6-3, 6-2            | Sania Mirza Horia Tecău               | Eugenie Bouchard Agnieszka Radwańska           | Ana Ivanović Flavia Pennetta Simona Halep Viktoryja Azaranka                       |
| 27 gennaio            | Open GDF Suez 2014 Parigi, Francia WTA Premier 710 000 $ - Cemento indoor - 28S/32Q/16D Singolare - Doppio                         | Anastasija Pavljučenkova 3-6, 6-2, 6-3                | Sara Errani                           | Marija Šarapova Alizé Cornet                   | Kirsten Flipkens Angelique Kerber Elina Svitolina Andrea Petković                  |
| 27 gennaio            | Open GDF Suez 2014 Parigi, Francia WTA Premier 710 000 $ - Cemento indoor - 28S/32Q/16D Singolare - Doppio                         | Anna-Lena Grönefeld Květa Peschke 6(7)–7, 6-4, [10-5] | Tímea Babos Kristina Mladenovic       | Marija Šarapova Alizé Cornet                   | Kirsten Flipkens Angelique Kerber Elina Svitolina Andrea Petković                  |
| 27 gennaio            | PTT Pattaya Open 2014 Pattaya, Thailandia WTA International 250 000 $ - Cemento - 32S/16Q/16D Singolare - Doppio                   | Ekaterina Makarova 6-3, 7–6(7)                        | Karolína Plíšková                     | Andrea Hlaváčková Julia Görges                 | Peng Shuai Kimiko Date-Krumm Sorana Cîrstea Elena Vesnina                          |
| 27 gennaio            | PTT Pattaya Open 2014 Pattaya, Thailandia WTA International 250 000 $ - Cemento - 32S/16Q/16D Singolare - Doppio                   | Peng Shuai Zhang Shuai 3-6, 7–6(5), [10-6]            | Alla Kudrjavceva Anastasija Rodionova | Andrea Hlaváčková Julia Görges                 | Peng Shuai Kimiko Date-Krumm Sorana Cîrstea Elena Vesnina                          |

### Febbraio
| Settimana   | Torneo | Campionesse                                                                   | Finaliste                                                      | Semifinaliste                          | Eliminate ai quarti                                                       |
| ----------- | --- | ----------------------------------------------------------------------------- | -------------------------------------------------------------- | -------------------------------------- | ------------------------------------------------------------------------- |
| 3 febbraio  | Fed Cup 2014 - Quarti di finale Cleveland, Stati Uniti, Cemento (i) Siviglia, Spagna, Terra Rossa Bratislava, Slovacchia, Cemento (i) Hobart, Australia, Cemento | Vincenti quarti di finale Italia 3-1 Rep. Ceca 3-2 Germania 3-1 Australia 4-0 | Perdenti quarti di finale Stati Uniti Spagna Slovacchia Russia |                                        |                                                                           |
| 10 febbraio | Qatar Total Open 2014 Doha, Qatar WTA Premier 5 2 369 000 $ - Cemento - 56S/32Q/16D Singolare - Doppio                                                           | Simona Halep 6-2, 6-3                                                         | Angelique Kerber                                               | Jelena Janković Agnieszka Radwańska    | Petra Cetkovská Petra Kvitová Sara Errani Yanina Wickmayer                |
| 10 febbraio | Qatar Total Open 2014 Doha, Qatar WTA Premier 5 2 369 000 $ - Cemento - 56S/32Q/16D Singolare - Doppio                                                           | Hsieh Su-wei Peng Shuai 6-4, 6-0                                              | Květa Peschke Katarina Srebotnik                               | Jelena Janković Agnieszka Radwańska    | Petra Cetkovská Petra Kvitová Sara Errani Yanina Wickmayer                |
| 17 febbraio | Dubai Tennis Championships 2014 Dubai, Emirati Arabi WTA Premier 2 000 000 $ - cemento - 28S/32Q/16D Singolare - Doppio                                          | Venus Williams 6-3, 6-0                                                       | Alizé Cornet                                                   | Serena Williams Caroline Wozniacki     | Jelena Janković Carla Suárez Navarro Sorana Cîrstea Flavia Pennetta       |
| 17 febbraio | Dubai Tennis Championships 2014 Dubai, Emirati Arabi WTA Premier 2 000 000 $ - cemento - 28S/32Q/16D Singolare - Doppio                                          | Alla Kudrjavceva Anastasija Rodionova 6-2, 5-7, [10-8]                        | Raquel Kops-Jones Abigail Spears                               | Serena Williams Caroline Wozniacki     | Jelena Janković Carla Suárez Navarro Sorana Cîrstea Flavia Pennetta       |
| 17 febbraio | Rio Open 2014 Rio de Janeiro, Brasile WTA International 250 000 $ - Terra rossa - 32S/16Q/16D Singolare - Doppio                                                 | Kurumi Nara 6-1, 4-6, 6-1                                                     | Klára Zakopalová                                               | Teliana Pereira Nastassja Burnett      | Katarzyna Piter Irina-Camelia Begu Paula Ormaechea Lourdes Domínguez Lino |
| 17 febbraio | Rio Open 2014 Rio de Janeiro, Brasile WTA International 250 000 $ - Terra rossa - 32S/16Q/16D Singolare - Doppio                                                 | Irina-Camelia Begu María Irigoyen 6-2, 6-0                                    | Johanna Larsson Chanelle Scheepers                             | Teliana Pereira Nastassja Burnett      | Katarzyna Piter Irina-Camelia Begu Paula Ormaechea Lourdes Domínguez Lino |
| 24 febbraio | Abierto Mexicano de Tenis 2014 Acapulco, Messico WTA International 250 000 $ - Cemento - 32S/32Q/16D Singolare - Doppio                                          | Dominika Cibulková 7–6(3), 4-6, 6-4                                           | Christina McHale                                               | Zhang Shuai Caroline Garcia            | Marina Eraković Ajla Tomljanović Kaia Kanepi Eugenie Bouchard             |
| 24 febbraio | Abierto Mexicano de Tenis 2014 Acapulco, Messico WTA International 250 000 $ - Cemento - 32S/32Q/16D Singolare - Doppio                                          | Kristina Mladenovic Galina Voskoboeva 6-3, 2-6, [10-5]                        | Petra Cetkovská Iveta Melzer                                   | Zhang Shuai Caroline Garcia            | Marina Eraković Ajla Tomljanović Kaia Kanepi Eugenie Bouchard             |
| 24 febbraio | Brasil Tennis Cup 2014 Florianópolis, Brasile WTA International 250 000 $ - Cemento - 32S/32Q/16D Singolare - Doppio                                             | Klára Zakopalová 4-6, 7-5, 6-0                                                | Garbiñe Muguruza                                               | Carla Suárez Navarro Jaroslava Švedova | Monica Niculescu Alexandra Dulgheru Alexandra Cadanțu Alison Van Uytvanck |
| 24 febbraio | Brasil Tennis Cup 2014 Florianópolis, Brasile WTA International 250 000 $ - Cemento - 32S/32Q/16D Singolare - Doppio                                             | Anabel Medina Garrigues Jaroslava Švedova 7-6(1), 2-6, [10-3]                 | Francesca Schiavone Sílvia Soler Espinosa                      | Carla Suárez Navarro Jaroslava Švedova | Monica Niculescu Alexandra Dulgheru Alexandra Cadanțu Alison Van Uytvanck |

### Marzo
| Settimana         | Torneo | Campionesse                                           | Finaliste                        | Semifinaliste                        | Eliminate ai quarti                                                   |
| ----------------- | --- | ----------------------------------------------------- | -------------------------------- | ------------------------------------ | --------------------------------------------------------------------- |
| 3 marzo 10 marzo  | Indian Wells Open 2014 Indian Wells, Stati Uniti WTA Premier Mandatory 5 946 740 $ - Cemento - 96S/48Q/32D Singolare - Doppio | Flavia Pennetta 6-2, 6-1                              | Agnieszka Radwańska              | Li Na Simona Halep                   | Dominika Cibulková Sloane Stephens Casey Dellacqua Jelena Janković    |
| 3 marzo 10 marzo  | Indian Wells Open 2014 Indian Wells, Stati Uniti WTA Premier Mandatory 5 946 740 $ - Cemento - 96S/48Q/32D Singolare - Doppio | Su-wei Hsieh Peng Shuai 7–6(5), 6-2                   | Cara Black Sania Mirza           | Li Na Simona Halep                   | Dominika Cibulková Sloane Stephens Casey Dellacqua Jelena Janković    |
| 17 marzo 24 marzo | Sony Open Tennis 2014 Miami, Stati Uniti WTA Premier Mandatory 5 427 105 $ - Cemento - 96S/48Q/32D Singolare - Doppio         | Serena Williams 7-5, 6-1                              | Li Na                            | Marija Šarapova Dominika Cibulková   | Angelique Kerber Petra Kvitová Agnieszka Radwańska Caroline Wozniacki |
| 17 marzo 24 marzo | Sony Open Tennis 2014 Miami, Stati Uniti WTA Premier Mandatory 5 427 105 $ - Cemento - 96S/48Q/32D Singolare - Doppio         | Martina Hingis Sabine Lisicki 4-6, 6-4, [10-5]        | Ekaterina Makarova Elena Vesnina | Marija Šarapova Dominika Cibulková   | Angelique Kerber Petra Kvitová Agnieszka Radwańska Caroline Wozniacki |
| 31 marzo          | Family Circle Cup 2014 Charleston, Stati Uniti WTA Premier 710 000 $ - Terra verde - 56S/32Q/16D Singolare - Doppio           | Andrea Petković 7-5, 6-2                              | Jana Čepelová                    | Belinda Bencic Eugenie Bouchard      | Sara Errani Daniela Hantuchová Lucie Šafářová Jelena Janković         |
| 31 marzo          | Family Circle Cup 2014 Charleston, Stati Uniti WTA Premier 710 000 $ - Terra verde - 56S/32Q/16D Singolare - Doppio           | Anabel Medina Garrigues Jaroslava Švedova 7–6(4), 6-2 | Chan Hao-ching Chan Yung-jan     | Belinda Bencic Eugenie Bouchard      | Sara Errani Daniela Hantuchová Lucie Šafářová Jelena Janković         |
| 31 marzo          | Monterrey Open 2014 Monterrey, Messico WTA International 500 000 $ - Cemento - 32S/32Q/16D Singolare - Doppio                 | Ana Ivanović 6-2, 6-1                                 | Jovana Jakšić                    | Kimiko Date-Krumm Caroline Wozniacki | Mónica Puig Julia Boserup Karolína Plíšková Magdaléna Rybáriková      |
| 31 marzo          | Monterrey Open 2014 Monterrey, Messico WTA International 500 000 $ - Cemento - 32S/32Q/16D Singolare - Doppio                 | Darija Jurak Megan Moulton-Levy 7–6(5), 3-6, [11-9]   | Tímea Babos Ol'ga Govorcova      | Kimiko Date-Krumm Caroline Wozniacki | Mónica Puig Julia Boserup Karolína Plíšková Magdaléna Rybáriková      |

### Aprile
| Settimana | Torneo | Campionesse                                       | Finaliste                             | Semifinaliste                            | Eliminate ai quarti                                                          |
| --------- | --- | ------------------------------------------------- | ------------------------------------- | ---------------------------------------- | ---------------------------------------------------------------------------- |
| 7 aprile  | BNP Paribas Katowice Open 2014 Katowice, Polonia WTA International 250 000 $ - Cemento indoor - 32S/32Q/16D Singolare - Doppio              | Alizé Cornet 7–6(3), 5-7, 7-5                     | Camila Giorgi                         | Agnieszka Radwańska Carla Suárez Navarro | Yvonne Meusburger Klára Koukalová Magdaléna Rybáriková Shahar Peer           |
| 7 aprile  | BNP Paribas Katowice Open 2014 Katowice, Polonia WTA International 250 000 $ - Cemento indoor - 32S/32Q/16D Singolare - Doppio              | Julija Bejhel'zymer Ol'ga Savčuk 6-4, 5-7, [10-7] | Klára Koukalová Monica Niculescu      | Agnieszka Radwańska Carla Suárez Navarro | Yvonne Meusburger Klára Koukalová Magdaléna Rybáriková Shahar Peer           |
| 7 aprile  | Copa Colsanitas 2014 Bogotà, Colombia WTA International 250 000 $ - Terra rossa - 32S/32Q/16D Singolare - Doppio                            | Caroline Garcia 6-3, 6-4                          | Jelena Janković                       | Chanelle Scheepers Vania King            | Lara Arruabarrena Lourdes Domínguez Lino Romina Oprandi Mariana Duque Mariño |
| 7 aprile  | Copa Colsanitas 2014 Bogotà, Colombia WTA International 250 000 $ - Terra rossa - 32S/32Q/16D Singolare - Doppio                            | Lara Arruabarrena Caroline Garcia 7–6(5), 6-4     | Vania King Chanelle Scheepers         | Chanelle Scheepers Vania King            | Lara Arruabarrena Lourdes Domínguez Lino Romina Oprandi Mariana Duque Mariño |
| 14 aprile | Fed Cup - Semifinali Ostrava, Rep. Ceca, Cemento (i) Brisbane, Australia, Cemento                                                           | Vincenti semifinali: Rep. Ceca 4-0 Germania 3-1   | Perdenti semifinali: Italia Australia |                                          |                                                                              |
| 14 aprile | BMW Malaysian Open 2014 Kuala Lumpur, Malaysia WTA International 250 000 $ - Cemento - 32S/32Q/16D Singolare - Doppio                       | Donna Vekić 5-7, 7-5, 7–6(4)                      | Dominika Cibulková                    | Karolína Plíšková Shuai Zhang            | Zarina Dijas Çağla Büyükakçay Patricia Mayr-Achleitner Magda Linette         |
| 14 aprile | BMW Malaysian Open 2014 Kuala Lumpur, Malaysia WTA International 250 000 $ - Cemento - 32S/32Q/16D Singolare - Doppio                       | Tímea Babos Chan Hao-ching 6-3, 6-4               | Chan Yung-jan Zheng Saisai            | Karolína Plíšková Shuai Zhang            | Zarina Dijas Çağla Büyükakçay Patricia Mayr-Achleitner Magda Linette         |
| 21 aprile | Porsche Tennis Grand Prix 2014 Stoccarda, Germania WTA Premier 710 000 $ - Terra rossa indoor - 28S/32Q/16D Singolare - Doppio              | Marija Šarapova 3-6, 6-4, 6-1                     | Ana Ivanović                          | Sara Errani Jelena Janković              | Agnieszka Radwańska Carla Suárez Navarro Alisa Klejbanova Svetlana Kuznecova |
| 21 aprile | Porsche Tennis Grand Prix 2014 Stoccarda, Germania WTA Premier 710 000 $ - Terra rossa indoor - 28S/32Q/16D Singolare - Doppio              | Sara Errani Roberta Vinci 6-2, 6-3                | Cara Black Sania Mirza                | Sara Errani Jelena Janković              | Agnieszka Radwańska Carla Suárez Navarro Alisa Klejbanova Svetlana Kuznecova |
| 21 aprile | Grand Prix SAR La Princesse Lalla Meryem 2014 Marrakech, Marocco WTA International 250 000 $ - Terra rossa - 32S/32Q/16D Singolare - Doppio | María Teresa Torró Flor 6-3, 3-6, 6-3             | Romina Oprandi                        | Daniela Hantuchová Garbiñe Muguruza      | Peng Shuai Yvonne Meusburger Polona Hercog Shahar Peer                       |
| 21 aprile | Grand Prix SAR La Princesse Lalla Meryem 2014 Marrakech, Marocco WTA International 250 000 $ - Terra rossa - 32S/32Q/16D Singolare - Doppio | Garbiñe Muguruza Romina Oprandi 4-6, 6-2, [11-9]  | Katarzyna Piter Maryna Zanevs'ka      | Daniela Hantuchová Garbiñe Muguruza      | Peng Shuai Yvonne Meusburger Polona Hercog Shahar Peer                       |
| 29 aprile | Portugal Open 2014 Oeiras, Portogallo WTA International 250 000 $ - Terra rossa - 32S/32Q/16D Singolare - Doppio                            | Carla Suárez Navarro 6-4, 3-6, 6-4                | Svetlana Kuznecova                    | Irina-Camelia Begu Elena Vesnina         | Polona Hercog Timea Bacsinszky Roberta Vinci Eugenie Bouchard                |
| 29 aprile | Portugal Open 2014 Oeiras, Portogallo WTA International 250 000 $ - Terra rossa - 32S/32Q/16D Singolare - Doppio                            | Cara Black Sania Mirza 6-3, 6-4                   | Eva Hrdinová Valerija Solov'ëva       | Irina-Camelia Begu Elena Vesnina         | Polona Hercog Timea Bacsinszky Roberta Vinci Eugenie Bouchard                |

### Maggio
| Settimana          | Torneo | Campionesse                                            | Finaliste                             | Semifinaliste                     | Eliminate ai quarti                                                  |
| ------------------ | --- | ------------------------------------------------------ | ------------------------------------- | --------------------------------- | -------------------------------------------------------------------- |
| 5 maggio           | Mutua Madrid Open 2014 Madrid, Spagna WTA Premier Mandatory 4 033 254 € - Terra rossa - 64S/32Q/28D Singolare - Doppio           | Marija Šarapova 1-6, 6-2, 6-3                          | Simona Halep                          | Petra Kvitová Agnieszka Radwańska | Serena Williams Ana Ivanović Caroline Garcia Li Na                   |
| 5 maggio           | Mutua Madrid Open 2014 Madrid, Spagna WTA Premier Mandatory 4 033 254 € - Terra rossa - 64S/32Q/28D Singolare - Doppio           | Sara Errani Roberta Vinci 6-4, 6-3                     | Garbiñe Muguruza Carla Suárez Navarro | Petra Kvitová Agnieszka Radwańska | Serena Williams Ana Ivanović Caroline Garcia Li Na                   |
| 12 maggio          | Internazionali d'Italia 2014 Roma, Italia WTA Premier 5 2 369 000 $ - Terra rossa - 56S/32Q/28D Singolare - Doppio               | Serena Williams 6-3, 6-0                               | Sara Errani                           | Ana Ivanović Jelena Janković      | Shuai Zhang Carla Suárez Navarro Agnieszka Radwańska Li Na           |
| 12 maggio          | Internazionali d'Italia 2014 Roma, Italia WTA Premier 5 2 369 000 $ - Terra rossa - 56S/32Q/28D Singolare - Doppio               | Květa Peschke Katarina Srebotnik 4-0r                  | Sara Errani Roberta Vinci             | Ana Ivanović Jelena Janković      | Shuai Zhang Carla Suárez Navarro Agnieszka Radwańska Li Na           |
| 19 maggio          | Nürnberger Versicherungscup 2014 Norimberga, Germania WTA International 250 000 $ - Terra rossa - 32S/32Q/16D Singolare - Doppio | Eugenie Bouchard 6-2, 4-6, 6-3                         | Karolína Plíšková                     | Elina Svitolina Karin Knapp       | Angelique Kerber Mona Barthel Caroline Garcia Jaroslava Švedova      |
| 19 maggio          | Nürnberger Versicherungscup 2014 Norimberga, Germania WTA International 250 000 $ - Terra rossa - 32S/32Q/16D Singolare - Doppio | Michaëlla Krajicek Karolína Plíšková 6-0, 4-6, [10-6]  | Ioana Raluca Olaru Shahar Peer        | Elina Svitolina Karin Knapp       | Angelique Kerber Mona Barthel Caroline Garcia Jaroslava Švedova      |
| 19 maggio          | Internationaux de Strasbourg 2014 Strasburgo, Francia WTA International 250 000 $ - Terra rossa - 32S/32Q/16D Singolare - Doppio | Mónica Puig 6-4, 6-3                                   | Sílvia Soler Espinosa                 | Madison Keys Christina McHale     | Julia Görges Andrea Petković Zarina Dijas Camila Giorgi              |
| 19 maggio          | Internationaux de Strasbourg 2014 Strasburgo, Francia WTA International 250 000 $ - Terra rossa - 32S/32Q/16D Singolare - Doppio | Ashleigh Barty Casey Dellacqua 4-6, 7-5, [10-4]        | Tatiana Búa Daniela Seguel            | Madison Keys Christina McHale     | Julia Görges Andrea Petković Zarina Dijas Camila Giorgi              |
| 26 maggio 2 giugno | Open di Francia 2014 Parigi, Francia Grande Slam 11 315 740 $ - Terra rossa 128S/96Q/64D/32X Singolare - Doppio - Doppio misto   | Marija Šarapova 6-4, 6(5)–7, 6-4                       | Simona Halep                          | Eugenie Bouchard Andrea Petković  | Garbiñe Muguruza Carla Suárez Navarro Svetlana Kuznecova Sara Errani |
| 26 maggio 2 giugno | Open di Francia 2014 Parigi, Francia Grande Slam 11 315 740 $ - Terra rossa 128S/96Q/64D/32X Singolare - Doppio - Doppio misto   | Hsieh Su-wei Peng Shuai 6-4, 6-1                       | Sara Errani Roberta Vinci             | Eugenie Bouchard Andrea Petković  | Garbiñe Muguruza Carla Suárez Navarro Svetlana Kuznecova Sara Errani |
| 26 maggio 2 giugno | Open di Francia 2014 Parigi, Francia Grande Slam 11 315 740 $ - Terra rossa 128S/96Q/64D/32X Singolare - Doppio - Doppio misto   | Anna-Lena Grönefeld Jean-Julien Rojer 4-6, 6-2, [10-7] | Julia Görges Nenad Zimonjić           | Eugenie Bouchard Andrea Petković  | Garbiñe Muguruza Carla Suárez Navarro Svetlana Kuznecova Sara Errani |

### Giugno
| Settimana           | Torneo | Campionesse                                                | Finaliste                              | Semifinaliste                        | Eliminate ai quarti                                                           |
| ------------------- | --- | ---------------------------------------------------------- | -------------------------------------- | ------------------------------------ | ----------------------------------------------------------------------------- |
| 9 giugno            | AEGON Classic 2014 Birmingham, Regno Unito WTA Premier 710 000 $ - Erba - 56S/32Q/16D Singolare - Doppio                           | Ana Ivanović 6-3, 6-2                                      | Barbora Záhlavová-Strýcová             | Shuai Zhang Casey Dellacqua          | Klára Koukalová Sloane Stephens Kirsten Flipkens Kimiko Date                  |
| 9 giugno            | AEGON Classic 2014 Birmingham, Regno Unito WTA Premier 710 000 $ - Erba - 56S/32Q/16D Singolare - Doppio                           | Raquel Kops-Jones Abigail Spears 7-6(1), 6-1               | Ashleigh Barty Casey Dellacqua         | Shuai Zhang Casey Dellacqua          | Klára Koukalová Sloane Stephens Kirsten Flipkens Kimiko Date                  |
| 16 giugno           | AEGON International 2014 Eastbourne, Regno Unito WTA Premier 710 000 $ - Erba - 32S/32Q/16D Singolare - Doppio                     | Madison Keys 6-3, 3-6, 7-5                                 | Angelique Kerber                       | Caroline Wozniacki Heather Watson    | Ekaterina Makarova Camila Giorgi Lauren Davis Petra Kvitová                   |
| 16 giugno           | AEGON International 2014 Eastbourne, Regno Unito WTA Premier 710 000 $ - Erba - 32S/32Q/16D Singolare - Doppio                     | Chan Hao-ching Chan Yung-jan 6-3, 5-7, [10-7]              | Martina Hingis Flavia Pennetta         | Caroline Wozniacki Heather Watson    | Ekaterina Makarova Camila Giorgi Lauren Davis Petra Kvitová                   |
| 16 giugno           | Topshelf Open 2014 's-Hertogenbosch, Paesi Bassi WTA International 250 000 $ - Erba - 32S/16Q/16D Singolare - Doppio               | Coco Vandeweghe 6-2, 6-4                                   | Zheng Jie                              | Magdaléna Rybáriková Klára Koukalová | Annika Beck Elina Svitolina Garbiñe Muguruza Jaroslava Švedova                |
| 16 giugno           | Topshelf Open 2014 's-Hertogenbosch, Paesi Bassi WTA International 250 000 $ - Erba - 32S/16Q/16D Singolare - Doppio               | Marina Eraković Arantxa Parra Santonja 0-6, 7–6(5), [10-8] | Michaëlla Krajicek Kristina Mladenovic | Magdaléna Rybáriková Klára Koukalová | Annika Beck Elina Svitolina Garbiñe Muguruza Jaroslava Švedova                |
| 23 giugno 30 giugno | Torneo di Wimbledon 2014 Londra, Regno Unito Grand Slam 11 174 883 $ - Erba 128S/96Q/64D/16Q/48X Singolare - Doppio - Doppio misto | Petra Kvitová 6-3, 6-0                                     | Eugenie Bouchard                       | Simona Halep Lucie Šafářová          | Angelique Kerber Sabine Lisicki Ekaterina Makarova Barbora Záhlavová-Strýcová |
| 23 giugno 30 giugno | Torneo di Wimbledon 2014 Londra, Regno Unito Grand Slam 11 174 883 $ - Erba 128S/96Q/64D/16Q/48X Singolare - Doppio - Doppio misto | Sara Errani Roberta Vinci 6-1, 6-3                         | Tímea Babos Kristina Mladenovic        | Simona Halep Lucie Šafářová          | Angelique Kerber Sabine Lisicki Ekaterina Makarova Barbora Záhlavová-Strýcová |
| 23 giugno 30 giugno | Torneo di Wimbledon 2014 Londra, Regno Unito Grand Slam 11 174 883 $ - Erba 128S/96Q/64D/16Q/48X Singolare - Doppio - Doppio misto | Nenad Zimonjić Samantha Stosur 6-4, 6-2                    | Maks Mirny Chan Hao-ching              | Simona Halep Lucie Šafářová          | Angelique Kerber Sabine Lisicki Ekaterina Makarova Barbora Záhlavová-Strýcová |

### Luglio
| Settimana | Torneo | Campionesse                                            | Finaliste                              | Semifinaliste                       | Eliminate ai quarti                                                       |
| --------- | --- | ------------------------------------------------------ | -------------------------------------- | ----------------------------------- | ------------------------------------------------------------------------- |
| 7 luglio  | BRD Bucarest Open 2014 Bucarest, Romania WTA International 250 000 $ - Terra rossa - 32S/32Q/16D Singolare - Doppio  | Simona Halep 6-1, 6-3                                  | Roberta Vinci                          | Monica Niculescu Kristína Kučová    | Lara Arruabarrena Polona Hercog Danka Kovinić Petra Cetkovská             |
| 7 luglio  | BRD Bucarest Open 2014 Bucarest, Romania WTA International 250 000 $ - Terra rossa - 32S/32Q/16D Singolare - Doppio  | Elena Bogdan Alexandra Cadanțu 6-4, 3-6, [10-5]        | Çağla Büyükakçay Karin Knapp           | Monica Niculescu Kristína Kučová    | Lara Arruabarrena Polona Hercog Danka Kovinić Petra Cetkovská             |
| 7 luglio  | Gastein Ladies 2014 Bad Gastein, Austria WTA International 250 000 $ - Terra rossa - 32S/32Q/16D Singolare - Doppio  | Andrea Petković 6-3, 6-3                               | Shelby Rogers                          | Grace Min Sara Errani               | Karolína Plíšková Stefanie Vögele Camila Giorgi Chanelle Scheepers        |
| 7 luglio  | Gastein Ladies 2014 Bad Gastein, Austria WTA International 250 000 $ - Terra rossa - 32S/32Q/16D Singolare - Doppio  | Karolína Plíšková Kristýna Plíšková 4-6, 6-3, [10-6]   | Andreja Klepač María Teresa Torró Flor | Grace Min Sara Errani               | Karolína Plíšková Stefanie Vögele Camila Giorgi Chanelle Scheepers        |
| 14 luglio | Swedish Open 2014 Båstad, Svezia WTA International 250 000 $ - Terra rossa - 32S/32Q/16D Singolare - Doppio          | Mona Barthel 6-3, 7–6(3)                               | Chanelle Scheepers                     | Jana Čepelová Sílvia Soler Espinosa | Julija Putinceva Lara Arruabarrena Kaia Kanepi Aleksandra Panova          |
| 14 luglio | Swedish Open 2014 Båstad, Svezia WTA International 250 000 $ - Terra rossa - 32S/32Q/16D Singolare - Doppio          | Andreja Klepač María Teresa Torró Flor 6-1, 6-1        | Jocelyn Rae Anna Smith                 | Jana Čepelová Sílvia Soler Espinosa | Julija Putinceva Lara Arruabarrena Kaia Kanepi Aleksandra Panova          |
| 14 luglio | Istanbul Cup 2014 Istanbul, Turchia WTA International 250 000 $ - Cemento - 32S/32Q/16D Singolare - Doppio           | Caroline Wozniacki 6-1, 6-1                            | Roberta Vinci                          | Kristina Mladenovic Ana Konjuh      | Karolína Plíšková Francesca Schiavone Elina Svitolina Kurumi Nara         |
| 14 luglio | Istanbul Cup 2014 Istanbul, Turchia WTA International 250 000 $ - Cemento - 32S/32Q/16D Singolare - Doppio           | Misaki Doi Elina Svitolina 6-4, 6-0                    | Oksana Kalašnikova Paula Kania         | Kristina Mladenovic Ana Konjuh      | Karolína Plíšková Francesca Schiavone Elina Svitolina Kurumi Nara         |
| 21 luglio | Baku Cup 2014 Baku, Azerbaigian WTA International 250 000 $ - Cemento - 32S/32Q/16D Singolare - Doppio               | Elina Svitolina 6-4, 7–6(2)                            | Bojana Jovanovski                      | Stefanie Vögele Francesca Schiavone | Shahar Peer Misa Eguchi Kristina Mladenovic Pauline Parmentier            |
| 21 luglio | Baku Cup 2014 Baku, Azerbaigian WTA International 250 000 $ - Cemento - 32S/32Q/16D Singolare - Doppio               | Aleksandra Panova Heather Watson 6-2, 7–6(3)           | Raluca Olaru Shahar Peer               | Stefanie Vögele Francesca Schiavone | Shahar Peer Misa Eguchi Kristina Mladenovic Pauline Parmentier            |
| 28 luglio | Bank of the West Classic 2014 Stanford, Stati Uniti WTA Premier 710 000 $ - Cemento - 28S/32Q/16D Singolare - Doppio | Serena Williams 7-6(1), 6-3                            | Angelique Kerber                       | Andrea Petković Varvara Lepchenko   | Ana Ivanović Venus Williams Garbiñe Muguruza Sachia Vickery               |
| 28 luglio | Bank of the West Classic 2014 Stanford, Stati Uniti WTA Premier 710 000 $ - Cemento - 28S/32Q/16D Singolare - Doppio | Garbiñe Muguruza Carla Suárez Navarro 6-2, 4-6, [10-5] | Paula Kania Kateřina Siniaková         | Andrea Petković Varvara Lepchenko   | Ana Ivanović Venus Williams Garbiñe Muguruza Sachia Vickery               |
| 28 luglio | Washington Open 2014 Washington, Stati Uniti WTA International 250 000 $ - Cemento - 32S/32Q/16D Singolare - Doppio  | Svetlana Kuznecova 6-3, 4-6, 6-4                       | Kurumi Nara                            | Marina Eraković Ekaterina Makarova  | Kristina Mladenovic Bojana Jovanovski Vania King Anastasija Pavljučenkova |
| 28 luglio | Washington Open 2014 Washington, Stati Uniti WTA International 250 000 $ - Cemento - 32S/32Q/16D Singolare - Doppio  | Shūko Aoyama Gabriela Dabrowski 6-1, 6-2               | Hiroko Kuwata Kurumi Nara              | Marina Eraković Ekaterina Makarova  | Kristina Mladenovic Bojana Jovanovski Vania King Anastasija Pavljučenkova |

### Agosto
| Settimana              | Torneo | Campionesse                                           | Finaliste                              | Semifinaliste                      | Eliminate ai quarti                                                        |
| ---------------------- | --- | ----------------------------------------------------- | -------------------------------------- | ---------------------------------- | -------------------------------------------------------------------------- |
| 4 agosto               | Canadian Open 2014 Montréal, Canada WTA Premier 5 2 216 000 $ - Cemento - 56S/64Q/28D Singolare - Doppio                 | Agnieszka Radwańska 6-4, 6-2                          | Venus Williams                         | Serena Williams Ekaterina Makarova | Caroline Wozniacki Carla Suárez Navarro Viktoryja Azaranka Coco Vandeweghe |
| 4 agosto               | Canadian Open 2014 Montréal, Canada WTA Premier 5 2 216 000 $ - Cemento - 56S/64Q/28D Singolare - Doppio                 | Sara Errani Roberta Vinci 7–6(4), 6-3                 | Cara Black Sania Mirza                 | Serena Williams Ekaterina Makarova | Caroline Wozniacki Carla Suárez Navarro Viktoryja Azaranka Coco Vandeweghe |
| 11 agosto              | Cincinnati Open 2014 Cincinnati, Stati Uniti WTA Premier 5 2 216 000 $ - Cemento - 56S/48Q/28D Singolare - Doppio        | Serena Williams 6-4, 6-1                              | Ana Ivanović                           | Caroline Wozniacki Marija Šarapova | Jelena Janković Agnieszka Radwańska Elina Svitolina Simona Halep           |
| 11 agosto              | Cincinnati Open 2014 Cincinnati, Stati Uniti WTA Premier 5 2 216 000 $ - Cemento - 56S/48Q/28D Singolare - Doppio        | Raquel Kops-Jones Abigail Spears 6-1, 2-0r            | Tímea Babos Kristina Mladenovic        | Caroline Wozniacki Marija Šarapova | Jelena Janković Agnieszka Radwańska Elina Svitolina Simona Halep           |
| 18 agosto              | Connecticut Open 2014 New Haven, Stati Uniti WTA Premier 235 000 $ - Cemento - 32S/32Q/16D Singolare - Doppio            | Petra Kvitová 6-4, 6-2                                | Magdaléna Rybáriková                   | Camila Giorgi Samantha Stosur      | Alison Riske Garbiñe Muguruza Kirsten Flipkens Barbora Záhlavová-Strýcová  |
| 18 agosto              | Connecticut Open 2014 New Haven, Stati Uniti WTA Premier 235 000 $ - Cemento - 32S/32Q/16D Singolare - Doppio            | Andreja Klepač Sílvia Soler Espinosa 7-5, 4-6, [10-7] | Marina Eraković Arantxa Parra Santonja | Camila Giorgi Samantha Stosur      | Alison Riske Garbiñe Muguruza Kirsten Flipkens Barbora Záhlavová-Strýcová  |
| 25 agosto 1º settembre | US Open 2014 New York, Stati Uniti Grand Slam 11 517 008 $ - Cemento 128S/128Q/64D/32X Singolare - Doppio - Doppio misto | Serena Williams 6-3, 6-3                              | Caroline Wozniacki                     | Ekaterina Makarova Peng Shuai      | Flavia Pennetta Viktoryja Azaranka Belinda Bencic Sara Errani              |
| 25 agosto 1º settembre | US Open 2014 New York, Stati Uniti Grand Slam 11 517 008 $ - Cemento 128S/128Q/64D/32X Singolare - Doppio - Doppio misto | Ekaterina Makarova Elena Vesnina 2-6, 6-3, 6-2        | Flavia Pennetta Martina Hingis         | Ekaterina Makarova Peng Shuai      | Flavia Pennetta Viktoryja Azaranka Belinda Bencic Sara Errani              |
| 25 agosto 1º settembre | US Open 2014 New York, Stati Uniti Grand Slam 11 517 008 $ - Cemento 128S/128Q/64D/32X Singolare - Doppio - Doppio misto | Sania Mirza Bruno Soares 6-1, 2-6, [11-9]             | Abigail Spears Santiago González       | Ekaterina Makarova Peng Shuai      | Flavia Pennetta Viktoryja Azaranka Belinda Bencic Sara Errani              |

### Settembre
| Settimana    | Torneo | Campionesse                                           | Finaliste                                | Semifinaliste                           | Eliminate ai quarti                                                    |
| ------------ | --- | ----------------------------------------------------- | ---------------------------------------- | --------------------------------------- | ---------------------------------------------------------------------- |
| 8 settembre  | Coupe Banque Nationale 2014 Québec, Canada WTA International 235 000 $ - Sintetico indoor - 32S/32Q/16D Singolare - Doppio    | Mirjana Lučić-Baroni 6-4, 6-3                         | Venus Williams                           | Shelby Rogers Julia Görges              | Lucie Hradecká Tatjana Maria Sesil Karatančeva Andrea Hlaváčková       |
| 8 settembre  | Coupe Banque Nationale 2014 Québec, Canada WTA International 235 000 $ - Sintetico indoor - 32S/32Q/16D Singolare - Doppio    | Lucie Hradecká Mirjana Lučić-Baroni 6-3, 7–6(8)       | Julia Görges Andrea Hlaváčková           | Shelby Rogers Julia Görges              | Lucie Hradecká Tatjana Maria Sesil Karatančeva Andrea Hlaváčková       |
| 8 settembre  | Hong Kong Open 2014 Hong Kong, Cina WTA International 235 000 $ - Cemento - 32S/32Q/16D Singolare - Doppio                    | Sabine Lisicki 7-5, 6-3                               | Karolína Plíšková                        | Francesca Schiavone Alison Van Uytvanck | Zheng Saisai Jana Čepelová Zheng Jie Jarmila Gajdošová                 |
| 8 settembre  | Hong Kong Open 2014 Hong Kong, Cina WTA International 235 000 $ - Cemento - 32S/32Q/16D Singolare - Doppio                    | Karolína Plíšková Kristýna Plíšková 6-2, 2-6, [12-10] | Patricia Mayr-Achleitner Arina Rodionova | Francesca Schiavone Alison Van Uytvanck | Zheng Saisai Jana Čepelová Zheng Jie Jarmila Gajdošová                 |
| 8 settembre  | Tashkent Open 2014 Tashkent, Uzbekistan WTA International 235 000 $ - Cemento - 32S/32Q/16D Singolare - Doppio                | Karin Knapp 6-2, 7–6(4)                               | Bojana Jovanovski                        | Nigina Abduraimova Lesia Tsurenko       | Urszula Radwańska Akgul Amanmuradova Ol'ga Govorcova Ksenija Pervak    |
| 8 settembre  | Tashkent Open 2014 Tashkent, Uzbekistan WTA International 235 000 $ - Cemento - 32S/32Q/16D Singolare - Doppio                | Aleksandra Krunić Kateřina Siniaková 6-2, 6-1         | Margarita Gasparjan Aleksandra Panova    | Nigina Abduraimova Lesia Tsurenko       | Urszula Radwańska Akgul Amanmuradova Ol'ga Govorcova Ksenija Pervak    |
| 15 settembre | Toray Pan Pacific Open 2014 Tokyo, Giappone WTA Premier 794 000 $ - Cemento - 56S/32Q/16D Singolare - Doppio                  | Ana Ivanović 6-2, 7–6(2)                              | Caroline Wozniacki                       | Angelique Kerber Garbiñe Muguruza       | Dominika Cibulková Lucie Šafářová Casey Dellacqua Carla Suárez Navarro |
| 15 settembre | Toray Pan Pacific Open 2014 Tokyo, Giappone WTA Premier 794 000 $ - Cemento - 56S/32Q/16D Singolare - Doppio                  | Cara Black Sania Mirza 6–2, 7–5                       | Garbiñe Muguruza Carla Suárez Navarro    | Angelique Kerber Garbiñe Muguruza       | Dominika Cibulková Lucie Šafářová Casey Dellacqua Carla Suárez Navarro |
| 15 settembre | Kia Korea Open 2014 Seul, Corea del sud WTA International 235 000 $ - Cemento - 32S/32Q/16D Singolare - Doppio                | Karolína Plíšková 6-3, 6(5)–7, 6-2                    | Varvara Lepchenko                        | Christina McHale Marija Kirilenko       | Agnieszka Radwańska Magdaléna Rybáriková Kaia Kanepi Nicole Gibbs      |
| 15 settembre | Kia Korea Open 2014 Seul, Corea del sud WTA International 235 000 $ - Cemento - 32S/32Q/16D Singolare - Doppio                | Lara Arruabarrena Irina-Camelia Begu 6-3, 6-3         | Mona Barthel Mandy Minella               | Christina McHale Marija Kirilenko       | Agnieszka Radwańska Magdaléna Rybáriková Kaia Kanepi Nicole Gibbs      |
| 15 settembre | Guangzhou International Women's Open 2014 Canton, Cina WTA International 235 000 $ - Cemento - 32S/32Q/16D Singolare - Doppio | Monica Niculescu 6–4, 6–0                             | Alizé Cornet                             | Wang Yafan Timea Bacsinszky             | Zhang Kailin Mónica Puig María Teresa Torró Flor Hsieh Su-wei          |
| 15 settembre | Guangzhou International Women's Open 2014 Canton, Cina WTA International 235 000 $ - Cemento - 32S/32Q/16D Singolare - Doppio | Chuang Chia-jung Liang Chen 2–6, 7–6(3), [10–7]       | Alizé Cornet Magda Linette               | Wang Yafan Timea Bacsinszky             | Zhang Kailin Mónica Puig María Teresa Torró Flor Hsieh Su-wei          |
| 22 settembre | Dongfeng Motor Wuhan Open 2014 Wuhan, Cina WTA Premier 5 2 216 000 $ - Cemento - 56S/32Q/16D Singolare - Doppio               | Petra Kvitová 6-3, 6-4                                | Eugenie Bouchard                         | Caroline Wozniacki Elina Svitolina      | Alizé Cornet Timea Bacsinszky Caroline Garcia Angelique Kerber         |
| 22 settembre | Dongfeng Motor Wuhan Open 2014 Wuhan, Cina WTA Premier 5 2 216 000 $ - Cemento - 56S/32Q/16D Singolare - Doppio               | Martina Hingis Flavia Pennetta 6-4, 5-7, [12-10]      | Cara Black Caroline Garcia               | Caroline Wozniacki Elina Svitolina      | Alizé Cornet Timea Bacsinszky Caroline Garcia Angelique Kerber         |
| 29 settembre | China Open 2014 Pechino, China WTA Premier Mandatory 5 185 625 $ - Cemento - 60S/32Q/28D Singolare - Doppio                   | Marija Šarapova 6-4, 2-6, 6-3                         | Petra Kvitová                            | Samantha Stosur Ana Ivanović            | Serena Williams Roberta Vinci Svetlana Kuznecova Simona Halep          |
| 29 settembre | China Open 2014 Pechino, China WTA Premier Mandatory 5 185 625 $ - Cemento - 60S/32Q/28D Singolare - Doppio                   | Andrea Hlaváčková Peng Shuai 6-4, 6-4                 | Cara Black Sania Mirza                   | Samantha Stosur Ana Ivanović            | Serena Williams Roberta Vinci Svetlana Kuznecova Simona Halep          |

### Ottobre
| Settimana  | Torneo | Campionesse                                               | Finaliste                              | Semifinaliste                          | Eliminate ai quarti                                                                                |
| ---------- | --- | --------------------------------------------------------- | -------------------------------------- | -------------------------------------- | -------------------------------------------------------------------------------------------------- |
| 6 ottobre  | Generali Ladies Linz 2014 Linz, Austria WTA International 235 000 $ - Cemento indoor - 32S/32Q/16D Singolare - Doppio           | Karolína Plíšková 6(4)–7, 6-3, 7–6(4)                     | Camila Giorgi                          | Karin Knapp Anna-Lena Friedsam         | Cvetana Pironkova Marina Eraković Stefanie Vögele Madison Brengle                                  |
| 6 ottobre  | Generali Ladies Linz 2014 Linz, Austria WTA International 235 000 $ - Cemento indoor - 32S/32Q/16D Singolare - Doppio           | Raluca Olaru Anna Tatišvili 6–2, 6–1                      | Annika Beck Caroline Garcia            | Karin Knapp Anna-Lena Friedsam         | Cvetana Pironkova Marina Eraković Stefanie Vögele Madison Brengle                                  |
| 6 ottobre  | Japan Women's Open Tennis 2014 Osaka, Giappone WTA International 235 000 $ - Cemento - 32S/32Q/16D Singolare - Doppio           | Samantha Stosur 7–6(7), 6-3                               | Zarina Dijas                           | Elina Svitolina Luksika Kumkhum        | Julija Putinceva Lauren Davis Ana Konjuh Madison Keys                                              |
| 6 ottobre  | Japan Women's Open Tennis 2014 Osaka, Giappone WTA International 235 000 $ - Cemento - 32S/32Q/16D Singolare - Doppio           | Shūko Aoyama Renata Voráčová 6-1, 6-2                     | Lara Arruabarrena Tatjana Maria        | Elina Svitolina Luksika Kumkhum        | Julija Putinceva Lauren Davis Ana Konjuh Madison Keys                                              |
| 6 ottobre  | Tianjin Open 2014 Tientsin, Cina WTA International 235 000 $ - Cemento - 32S/32Q/16D Singolare - Doppio                         | Alison Riske 6-3, 6-4                                     | Belinda Bencic                         | Zheng Saisai Peng Shuai                | Sorana Cîrstea Varvara Lepchenko Hsieh Su-wei Ajla Tomljanović                                     |
| 6 ottobre  | Tianjin Open 2014 Tientsin, Cina WTA International 235 000 $ - Cemento - 32S/32Q/16D Singolare - Doppio                         | Alla Kudrjavceva Anastasija Rodionova 6(6)–7, 6-2, [10-8] | Sorana Cîrstea Andreja Klepač          | Zheng Saisai Peng Shuai                | Sorana Cîrstea Varvara Lepchenko Hsieh Su-wei Ajla Tomljanović                                     |
| 13 ottobre | Kremlin Cup 2014 Mosca, Russia WTA Premier 794 000 $ - Cemento indoor - 28S/32Q/16D Singolare - Doppio                          | Anastasija Pavljučenkova 6–4, 5–7, 6–1                    | Irina-Camelia Begu                     | Kateřina Siniaková Lucie Šafářová      | Vitalija D'jačenko Camila Giorgi Svetlana Kuznecova Cvetana Pironkova                              |
| 13 ottobre | Kremlin Cup 2014 Mosca, Russia WTA Premier 794 000 $ - Cemento indoor - 28S/32Q/16D Singolare - Doppio                          | Martina Hingis Flavia Pennetta 6-3, 7-5                   | Caroline Garcia Arantxa Parra Santonja | Kateřina Siniaková Lucie Šafářová      | Vitalija D'jačenko Camila Giorgi Svetlana Kuznecova Cvetana Pironkova                              |
| 13 ottobre | BGL Luxembourg Open 2014 Lussemburgo, Lussemburgo WTA International 235 000 $ - Cemento indoor - 32S/32Q/16D Singolare - Doppio | Annika Beck 6-2, 6-1                                      | Barbora Záhlavová-Strýcová             | Denisa Allertová Mona Barthel          | Patricia Mayr-Achleitner Varvara Lepchenko Johanna Larsson Kiki Bertens                            |
| 13 ottobre | BGL Luxembourg Open 2014 Lussemburgo, Lussemburgo WTA International 235 000 $ - Cemento indoor - 32S/32Q/16D Singolare - Doppio | Timea Bacsinszky Kristina Barrois 3-6, 6-4, [10-4]        | Lucie Hradecká Barbora Krejčíková      | Denisa Allertová Mona Barthel          | Patricia Mayr-Achleitner Varvara Lepchenko Johanna Larsson Kiki Bertens                            |
| 20 ottobre | WTA Finals 2014 Singapore Torneo di fine anno 4 900 000 $ - Cemento indoor - 8S (RR)/8D Singolare - Doppio                      | Serena Williams 6-3, 6-0                                  | Simona Halep                           | Caroline Wozniacki Agnieszka Radwańska | Round Robin Gruppo Rosso Eugenie Bouchard Ana Ivanović Gruppo Bianco Marija Šarapova Petra Kvitová |
| 20 ottobre | WTA Finals 2014 Singapore Torneo di fine anno 4 900 000 $ - Cemento indoor - 8S (RR)/8D Singolare - Doppio                      | Cara Black Sania Mirza 6-1, 6-0                           | Peng Shuai Hsieh Su-wei                | Caroline Wozniacki Agnieszka Radwańska | Round Robin Gruppo Rosso Eugenie Bouchard Ana Ivanović Gruppo Bianco Marija Šarapova Petra Kvitová |
| 27 ottobre | Garanti Koza WTA Tournament of Champions 2014 Sofia, Bulgaria Torneo di fine anno 750 000 $ - Cemento indoor - 8S Singolare     | Andrea Petković 1-6, 6-4, 6-3                             | Flavia Pennetta                        | Garbiñe Muguruza Carla Suárez Navarro  | Round Robin Ekaterina Makarova Dominika Cibulková Alizé Cornet Cvetana Pironkova Karolína Plíšková |

### Novembre
| Settimana  | Torneo                                                 | Campionesse   | Finaliste | Semifinaliste | Eliminate ai quarti |
| ---------- | ------------------------------------------------------ | ------------- | --------- | ------------- | ------------------- |
| 3 novembre | Fed Cup 2014 - Finale Praga, Rep. Ceca, Cemento indoor | Rep. Ceca 3-1 | Germania  |               |                     |

## Ritiri
Questa è una lista delle giocatrici che sono state vincitrici di un titolo WTA o che hanno raggiunto la top 100 in singolo o doppio che hanno annunciato il loro ritiro, non hanno giocato per più di 52 settimane o sono state escluse dalle competizioni agonistiche nel 2014.
- Gréta Arn, ex numero 40 del mondo in singolare nel 2014
- Kristina Barrois, ex numero 57 del mondo in singolare nel 2011 e 55 in doppio nel 2012
- Sarah Borwell, ex numero 65 in doppio nel 2010
- Mallory Burdette, ex numero 68 nel 2012
- Catalina Castaño, ex numero 35 in singolare nel 2006 e 71 in doppio nel 2013
- Stéphanie Dubois, ex numero 87 in singolare nel 2012
- Christina Fusano, ex numero 84 in doppio nel 2008
- Angela Haynes, ex numero 95 in singolare nel 2005 e 86 in doppio nel 2008
- Mervana Jugić-Salkić, ex numero 99 in singolare nel 2004 e 59 in doppio nel 2006
- Anne Kremer, ex numero 18 in singolare nel 2002
- Regina Kulikova, ex numero 65 in singolare nel 2010
- Li Na, ex numero 2 in singolare nel 2014
- Sanda Mamić, ex numero 83 in singolare nel 2005
- Iveta Melzer, ex numero 25 in singolare nel 2009 e 17 in doppio nel 2011
- Yvonne Meusburger, ex numero 37 in singolare nel 2014
- Michaela Paštiková, ex numero 89 in singolare nel 2005 e 35 in doppio sempre nel 2005
- Dinara Safina, ex numero 1 del mondo in singolare nel 2009 e 8 in doppio nel 2008
- María José Martínez Sánchez, ex numero 19 in singolare nel 2010 e 5 in doppio sempre nel 2010
- Meghann Shaughnessy, ex numero 11 in singolare nel 2001 e 4 in doppio nel 2005
- Hana Šromová, ex numero 87 in singolare nel 2006 e 63 in doppio nello stesso anno
- Paola Suárez, ex numero 9 in singolare nel 2004 e 1 in doppio nel 2002
- Kathrin Wörle-Scheller, ex numero 99 in doppio nel 2011
- Yuan Meng, ex numero 86 in singolare nel 2008

## Distribuzione punti
| Descrizione                | W    | F    | SF                                                                       | QF                                                                       | R16                                                                      | R32                                                                      | R64                                                                      | R128                                                                     | QLFR                                                                     | Q3 | Q2 | Q1 |
| -------------------------- | ---- | ---- | ------------------------------------------------------------------------ | ------------------------------------------------------------------------ | ------------------------------------------------------------------------ | ------------------------------------------------------------------------ | ------------------------------------------------------------------------ | ------------------------------------------------------------------------ | ------------------------------------------------------------------------ | -- | -- | -- |
| Grand Slam (S)             | 2000 | 1300 | 780                                                                      | 430                                                                      | 240                                                                      | 130                                                                      | 70                                                                       | 10                                                                       | 40                                                                       | 30 | 20 | 2  |
| Grand Slam (D)             | 2000 | 1300 | 780                                                                      | 430                                                                      | 240                                                                      | 130                                                                      | 10                                                                       | -                                                                        | 48                                                                       | -  | -  | -  |
| WTA Tour Championships (S) | +450 | +360 | (230 per ogni match del girone vinto 70 per ogni match del girone perso) | (230 per ogni match del girone vinto 70 per ogni match del girone perso) | (230 per ogni match del girone vinto 70 per ogni match del girone perso) | (230 per ogni match del girone vinto 70 per ogni match del girone perso) | (230 per ogni match del girone vinto 70 per ogni match del girone perso) | (230 per ogni match del girone vinto 70 per ogni match del girone perso) | (230 per ogni match del girone vinto 70 per ogni match del girone perso) | -  | -  | -  |
| WTA Tour Championships (D) | 1500 | 1050 | 690                                                                      | -                                                                        | -                                                                        | -                                                                        | -                                                                        | -                                                                        | -                                                                        | -  | -  | -  |
| Premier Mandatory (96S)    | 1000 | 650  | 390                                                                      | 215                                                                      | 120                                                                      | 65                                                                       | 35                                                                       | 10                                                                       | 30                                                                       | -  | 20 | 2  |
| Premier Mandatory (64S)    | 1000 | 650  | 390                                                                      | 215                                                                      | 120                                                                      | 65                                                                       | 10                                                                       | -                                                                        | 30                                                                       | -  | 20 | 2  |
| Premier Mandatory (28/32D) | 1000 | 650  | 390                                                                      | 215                                                                      | 120                                                                      | 10                                                                       | -                                                                        | -                                                                        | -                                                                        | -  | -  | -  |
| Premier 5 (56S)            | 900  | 585  | 350                                                                      | 190                                                                      | 105                                                                      | 60                                                                       | 1                                                                        | -                                                                        | 30                                                                       | 20 | 12 | 1  |
| Premier 5 (28D)            | 900  | 585  | 350                                                                      | 190                                                                      | 105                                                                      | 1                                                                        | -                                                                        | -                                                                        | -                                                                        | -  | -  | -  |
| Premier (56S)              | 470  | 305  | 185                                                                      | 100                                                                      | 55                                                                       | 30                                                                       | 1                                                                        | -                                                                        | 12                                                                       | -  | 8  | 1  |
| Premier (32S)              | 470  | 305  | 185                                                                      | 100                                                                      | 55                                                                       | 1                                                                        | -                                                                        | -                                                                        | 25                                                                       | 16 | 10 | 1  |
| Premier (16D)              | 470  | 305  | 185                                                                      | 100                                                                      | 1                                                                        | -                                                                        | -                                                                        | -                                                                        | -                                                                        | -  | -  | -  |
| Tournament of Champions    | +120 | +75  | (60 per ogni match del girone vinto 25 per ogni match del girone perso)  | (60 per ogni match del girone vinto 25 per ogni match del girone perso)  | (60 per ogni match del girone vinto 25 per ogni match del girone perso)  | (60 per ogni match del girone vinto 25 per ogni match del girone perso)  | (60 per ogni match del girone vinto 25 per ogni match del girone perso)  | (60 per ogni match del girone vinto 25 per ogni match del girone perso)  | (60 per ogni match del girone vinto 25 per ogni match del girone perso)  | -  | -  | -  |
| International (56S)        | 280  | 180  | 110                                                                      | 60                                                                       | 30                                                                       | 15                                                                       | 1                                                                        | -                                                                        | 10                                                                       | -  | 6  | 1  |
| International (32S)        | 280  | 180  | 110                                                                      | 60                                                                       | 30                                                                       | 1                                                                        | -                                                                        | -                                                                        | 18                                                                       | 14 | 10 | 1  |
| International (16D)        | 280  | 180  | 110                                                                      | 60                                                                       | 1                                                                        | -                                                                        | -                                                                        | -                                                                        | -                                                                        | -  | -  | -  |

## Ranking a fine anno
Nella tabella riportata sono presenti le prime dieci tenniste a fine stagione.

### Singolare
| #   | Giocatrice          | Punti | Rank. 2013 | /       |
| 1.  | Serena Williams     | 8.485 | 1          | Stabile |
| 2.  | Maria Sharapova     | 7.050 | 4          | 2       |
| 3.  | Simona Halep        | 6.292 | 11         | 8       |
| 4.  | Petra Kvitová       | 5.966 | 6          | 2       |
| 5.  | Ana Ivanović        | 4.820 | 16         | 11      |
| 6.  | Agnieszka Radwańska | 4.810 | 5          | 1       |
| 7.  | Eugenie Bouchard    | 4.715 | 32         | 25      |
| 8.  | Caroline Wozniacki  | 4.625 | 10         | 2       |
| 9.  | Li Na               | 3.970 | 3          | 6       |
| 10. | Angelique Kerber    | 3.480 | 9          | 1       |

 S. Williams ha occupato saldamente la prima posizione per tutta la durata della stagione.

### Doppio
| #   | Giocatrice         | Punti | Rank. 2013 | /       |
| 1.  | Roberta Vinci      | 9.585 | 1          | Stabile |
| 1.  | Sara Errani        | 9.585 | 1          | Stabile |
| 3.  | Peng Shuai         | 7.800 | 4          | 1       |
| 4.  | Cara Black         | 6.775 | 13         | 9       |
| 5.  | Hsieh Su-wei       | 6.510 | 3          | 2       |
| 6.  | Sania Mirza        | 6.470 | 9          | 3       |
| 7.  | Elena Vesnina      | 5.580 | 5          | 2       |
| 7.  | Ekaterina Makarova | 5.500 | 7          | Stabile |
| 9.  | Květa Peschke      | 5.000 | 16         | 7       |
| 10. | Katarina Srebotnik | 4.630 | 6          | 4       |

Nel corso della stagione quattro tenniste facenti parte di una coppia (che poi ha occupato la vetta), hanno occupato la prima posizione:
- Vinci /  Errani = fine 2013 – 16 febbraio 2014
- Peng = 17 febbraio – 11 maggio
- Peng /  Hsieh = 12 maggio – 18 maggio
- Peng = 19 maggio – 8 giugno
- Peng /  Hsieh = 9 giugno – 6 luglio
- Vinci /  Errani = 7 luglio – fine anno